# Peyrignac
Peyrignac ist eine französische Gemeinde mit 594 Einwohnern (Stand 1. Januar 2022) im Département Dordogne in Nouvelle-Aquitaine. Sie gehört zum Arrondissement Sarlat-la-Canéda und zum Kanton Le Haut-Périgord noir. Die Bewohner nennen sich Peyrignacois und Peyrignacoises.

## Geografie
Peyrignac liegt etwa 38 Kilometer östlich von Périgueux. 
Nachbargemeinden sind Châtres im Norden, Villac im Nordosten, Beauregard-de-Terrasson im Osten, Le Lardin-Saint-Lazare im Südosten, La Bachellerie im Süden und Südwesten sowie Saint-Rabier im Westen. 

## Bevölkerungsentwicklung
| Jahr                      | 1962 | 1968 | 1975 | 1982 | 1990 | 1999 | 2006 | 2013 | 2020 |
| ------------------------- | ---- | ---- | ---- | ---- | ---- | ---- | ---- | ---- | ---- |
| Einwohner                 | 299  | 311  | 357  | 389  | 372  | 394  | 495  | 551  | 574  |
| Quelle: Cassini und INSEE |      |      |      |      |      |      |      |      |      |

## Sehenswürdigkeiten

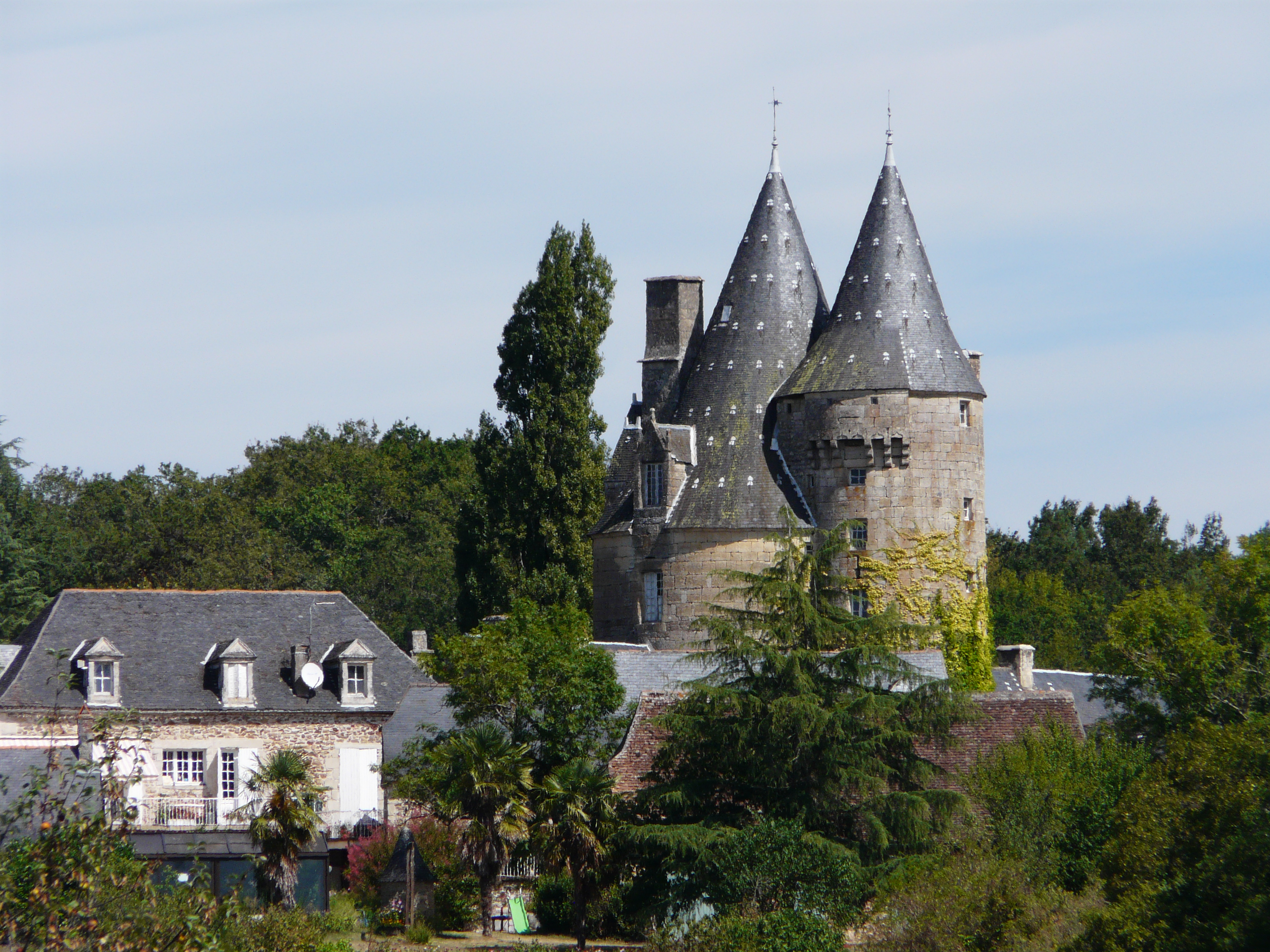
Schloss La Chapoulie

- Kirche Saint-Louis aus dem 19. Jahrhundert
- Schloss La Chapoulie aus dem 15. Jahrhundert mit Taubenschlag, Fassaden und Dächer des Schlosses sowie Taubenschlag seit 1965 als Monument historique eingeschrieben